# Книга пісень
«Книга пісень» — збірка віршів німецького поета Генріха Гейне, яка зробила свого автора відомим не лише в Німеччині, але й у всьому світі. Видана у 1827 році. Головна тема — кохання і розлука. За життя поета збірка перевидавалася 13 разів. До багатьох віршів була складена музика композиторами: Р. Шуманом, Ф. Шубертом, Й. Брамсом, П. Чайковським, Р. Штраусом. Кредо ліричного героя збірки — без кохання нема щастя, без щастя неможливе життя. Чітко виражений максималізм змушує співчувати і розмірковувати, чому конфлікт ліричного героя і дійсності не має зв'язку. Так само відчувається авторська іронія : герой «Книги пісень» розуміє і знає, що щастя — це лише мить, а не вічне блаженство. Герой завжди знаходить сили жити і кохати. 
Книга певною мірою автобіографічна, адже нерозділене кохання до кузини Амалії, наштовхнуло Гейне до викладу вічної історії. Збірка об'єднала всі вірші, написані великим митцем до цього часу. Він широко використовував типові фольклорні теми та мотиви (основна риса романтизму), передовсім — тему нещасливого кохання:

| Кохає дівчину хлопець, Та в неї вже інший є; Той інший , кохає іншу, І з нею до шлюбу встає. А дівчина з горя заміж За нелюба іде,- То що ж її з ним чекає, І що того хлопця жде? Стара оця байка чи казка, Проте - завжди нова: Як станеться з ким- надвоє Серце тому розбива. (переклад Л. Первомайського) |
Поезії «Книги пісень»  здебільшого побудовані як сповідь уявному співрозмовникові про найпотаємніше .
Збірник складається з чотирьох циклів :
- «Страждання юності» (1816—1821): «Сновидіння», «Пісні», «Романси», «Сонети»;
- «Ліричне інтермецо» (1822—1823):;
- «Знову на Батьківщині» (1823—1824);
- «Північне море» (1825—1826).

## Передісторія
Книга пісень майже не містить нові вірші, а є хронологічною збіркою вже опублікованих творів. У листі від 16 листопада 1826 року до Фрідріха Меркеля Гейне пише: Деякі друзі наполягають на тому, щоб я видав вибрану збірку віршів, хронологічно впорядковану і суворо відібрану, і вважають, що вона стане такою ж популярною, як і збірки Бюргера, Гете, Уланда і т.д. Фарнгаген дає мені в цьому відношенні деякі правила. Я б включив частину моїх перших віршів [...] я не хотів би просити за цю книгу жодного шилінга, дешевизна та інші вимоги для досягнення популярності були б моїми єдиними міркуваннями, було б моєю радістю показати Маурерам і Дюммлерам, що я все-таки вмію собі допомогти, і ця книга була б моєю головною книгою і дала б психологічний портрет мене, – сумно-серйозні юнацькі вірші, "Інтермеццо" об'єднане з "Поверненням на батьківщину", чисті квітучі вірші, наприклад, з "Подорожі по Гарцу", і деякі нові, а на завершення всі колосальні епіграми. Спробуй дізнатися у Кампе, чи не не подобається йому такий план, і чи обіцяє він збут такій книзі – це була б не звичайна збірка віршів.
Видавець Юліус Кампе спочатку був проти книги, але пізніше змінив свою думку і все ж видав книгу.

## Зміст

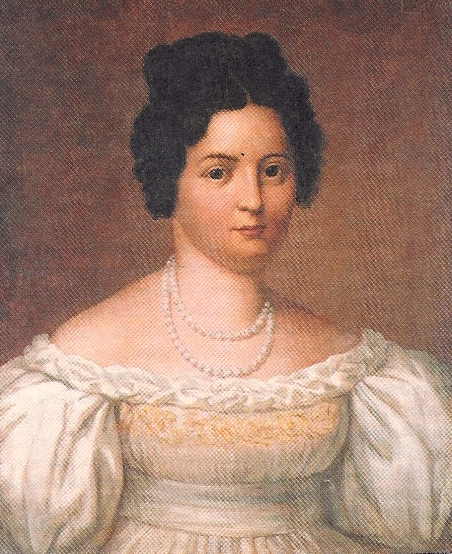
Амалія Гейне

"Книга пісень" охоплює ранні твори Гейне з віршами між 1817 і 1826 роками. Пройшло майже двадцять років, перш ніж у 1844 році з'явився другий великий том віршів "Нові вірші" (у 1851 році за ним послідував третій і останній - "Романсеро"). Типової для пізніших творів Гейне політичної сатири, як, наприклад, у "Німеччина. Зимова казка", у "Книзі пісень" ще майже немає. Натомість 142 з 237 віршів присвячені нещасливому коханню. Як пояснення цього називають почуття Гейне до його кузини Амалії, а пізніше до її молодшої на сім років сестри Терези (1807-1880), обидві дочки Саломона Гейне. Гейне висловився про таку інтерпретацію в листі до Карла Іммермана від 10 червня 1823 року:
"Лише одне може мене найболючіше вразити, коли дух моєї поезії намагаються пояснити історією (ви знаєте, що означає це слово) історією автора. Мене глибоко і гірко вразило, коли вчора я побачив у листі одного знайомого, як він намагався сконструювати всю мою поетичну сутність з зібраних історійок і робив неприємні зауваження про життєві враження, політичну позицію, релігію і т.д. Подібне, висловлене публічно, мене б зовсім обурило, і я щиро радий, що такого ніколи не траплялося. Як легко історія поета могла б пояснити його вірш, як легко справді можна було б довести, що часто політична позиція, релігія, особиста ненависть, упередження і міркування впливали на його вірш, але про це ніколи не слід згадувати, особливо за життя поета. Таким чином вірш ніби позбавляють невинності, розривають його таємничу завісу, якщо той вплив історії, який доводять, дійсно існує; вірш спотворюють, якщо його помилково вигадали. І як мало часто зовнішні риштування нашої історії відповідають нашій справжній, внутрішній історії! У мене, принаймні, вони  ніколи  не відповідали."
"Книга пісень" також містить політичні вірші. Наприклад, "Донна Клара" є критикою тогочасного антисемітизму. До найвідоміших віршів належать "Гренадери", "Лорелей" ("Не знаю, що стало зо мною"), "Старі, злі пісні" та "Валтасар".

## Історія перекладу українською
- Знайомство українських читачів із лірикою Гейне розпочалося у 1892 році, коли у Львові вийшли дві ранні збірки поета: вибране з «Книги пісень»  (у перекладах Лесі Українки та М. Стависького –  псевдонім Максима Славинського) та «Вибір поезій» (у перекладах І. Франка).
- Наприкінці XIX ст. лірику поета перекладали К. Білиловський, М. Вороний, П. Грабовський, М. Коцюбинський, П. Куліш, на початку XX ст. – Б. Грінченко, А. Кримський, Панас Мирний, Л. Старицька-Черняхівська та ін.
- У 1930-х роках -  Д. Загул видав 4-томник «Вибраних творів» Г. Гейне. Українською мовою окремі поезії й цикли відтворювали М. Бажан, Л. Дмитерко, С. Голованівський, Н. Забіла,  А. Малишко, І. Муратов, М. Рильський, П. Тичина, М. Пригара, В. Сосюра,  П. Усенко  та ін.
- Велика кількість українських перекладів поезій Гейне належить Л. Первомайському.
- Катерина Ніколенко та Ольга Ніколенко здійснили переклад низки творів із «Книги пісень»  Гейне, які досі не мали україномовної версії.  (Г. Книга пісень / Переклад Катерини та Ольги Ніколенко / Г. Гейне // Рідний край : альм. Полтав. нац. пед. ун-ту / голов. ред. М. Степаненко. – Полтава, 2014. – №2 (31). – С. 55–63)[5].

## Вивчення в школі
За програмою "ЗАРУБІЖНА ЛІТЕРАТУРА" для загальноосвітніх навчальних закладів 5–9 класи (2012 р. зі змінами 2015-2017 рр.) вірші з «Книги пісень» вивчаються в 9 класі // https://mon.gov.ua/ua/osvita/zagalna-serednya-osvita/navchalni-programi/navchalni-programi-5-9-klas